# Nederlandse kampioenschappen schaatsen afstanden 2008 - 5000 meter mannen
De Nederlandse kampioenschappen schaatsen afstanden 2008 - 1000 meter mannen worden gehouden op vrijdag 26 oktober 2008. Er zijn vijf plaatsen te verdelen voor de eerste twee Wereldbeker schaatsen 2007/08. Er zijn op deze afstand geen rijders met een beschermde status. 
Sven Kramer toonde opnieuw zijn hegemonie op de kortste stayers afstand. De wereldkampioen en wereldrecordhouder op de 5000 meter verloor sinds de Olympische Winterspelen van 2006 in Turijn geen wedstrijd over deze afstand.

Op het podium werd Kramer vergezeld door zijn ploeggenoten Carl Verheijen en Wouter Olde Heuvel, waardoor het ereschavot volledig TVM-groen gekleurd was.

## Uitslag[2]
| #      | Schaatser           | Tijd    |
| ------ | ------------------- | ------- |
| Goud   | Sven Kramer         | 6.24,51 |
| Zilver | Carl Verheijen      | 6.26,54 |
| Brons  | Wouter Olde Heuvel  | 6.28,48 |
| 4      | Tom Prinsen         | 6.30,30 |
| 5      | Bob de Jong         | 6.31,58 |
| 6      | Arjen van der Kieft | 6.31,90 |
| 7      | Mark Ooijevaar      | 6.32,65 |
| 8      | Brigt Rykkje        | 6.34,84 |
| 9      | Ted-Jan Bloemen     | 6.36,40 |
| 10     | Frank Vreugdenhil   | 6.37,03 |

1987 · 
1988 · 
1989 · 
1990 · 
1991 · 
1992 · 
1993 · 
1994 · 
1995 · 
1996 · 
1997 · 
1998 · 
1999 · 
2000 · 
2001 · 
2002 · 
2003 · 
2004 · 
2005 · 
2006 · 
2007 · 
2008 · 
2009 · 
2010 · 
2011 · 
2012 · 
2013 · 
2014 · 
2015 · 
2016 · 
2017 · 
2018 · 
2019 · 
2020 · 
2021 · 
2022 · 
2023 · 
2024 · 
2025
1. ↑  Kramer overtuigend naar titel, nu.nl - 26 oktober 2007
2. ↑  Uitslag NK Afstanden 2008 5000 meter mannen - SchaatsStatistieken.nl. www.schaatsstatistieken.nl. Geraadpleegd op 14 februari 2025.